# Coupe du monde de skeleton 2009-2010
Navigation
Édition précédente Édition suivante
La coupe du monde de skeleton 2009-2010 est la 24e édition de la Coupe du monde de skeleton, compétition de skeleton organisée annuellement. Elle se déroule entre le 9 novembre 2009 et le 24 janvier 2010, suivie des Jeux olympiques de Vancouver du 12 au 28 février 2010.
Organisée par la Fédération internationale de bobsleigh et de tobogganing, cette compétition débute début novembre 2009 par des épreuves organisées à Park City en États-Unis. Les Championnats d'Europe ont lieu lors de la huitième étape de la Coupe du monde à Igls en Autriche. Les autres épreuves se déroulent sur les pistes de Lake Placid (États-Unis), Cesana Pariol (Italie), Winterberg, Altenberg et Königssee (Allemagne), Saint-Moritz (Suisse) et enfin Igls (Autriche).

## Règlement
| Période / Place | 1   | 2   | 3   | 4   | 5   | 6   | 7   | 8   | 9   | 10  | 11  | 12  | 13  | 14  | 15  | 16 | 17 | 18 | 19 | 20 | 21 | 22 | 23 | 24 | 25 | 26 | 27 | 28 | 29 |
| --------------- | --- | --- | --- | --- | --- | --- | --- | --- | --- | --- | --- | --- | --- | --- | --- | -- | -- | -- | -- | -- | -- | -- | -- | -- | -- | -- | -- | -- | -- |
| 2010            | 225 | 210 | 200 | 192 | 184 | 176 | 168 | 160 | 152 | 144 | 136 | 128 | 120 | 112 | 104 | 96 | 88 | 80 | 74 | 68 | 62 | 56 | 50 | 45 | 40 | 36 | 32 | 28 | 24 |

## Déroulement de la saison

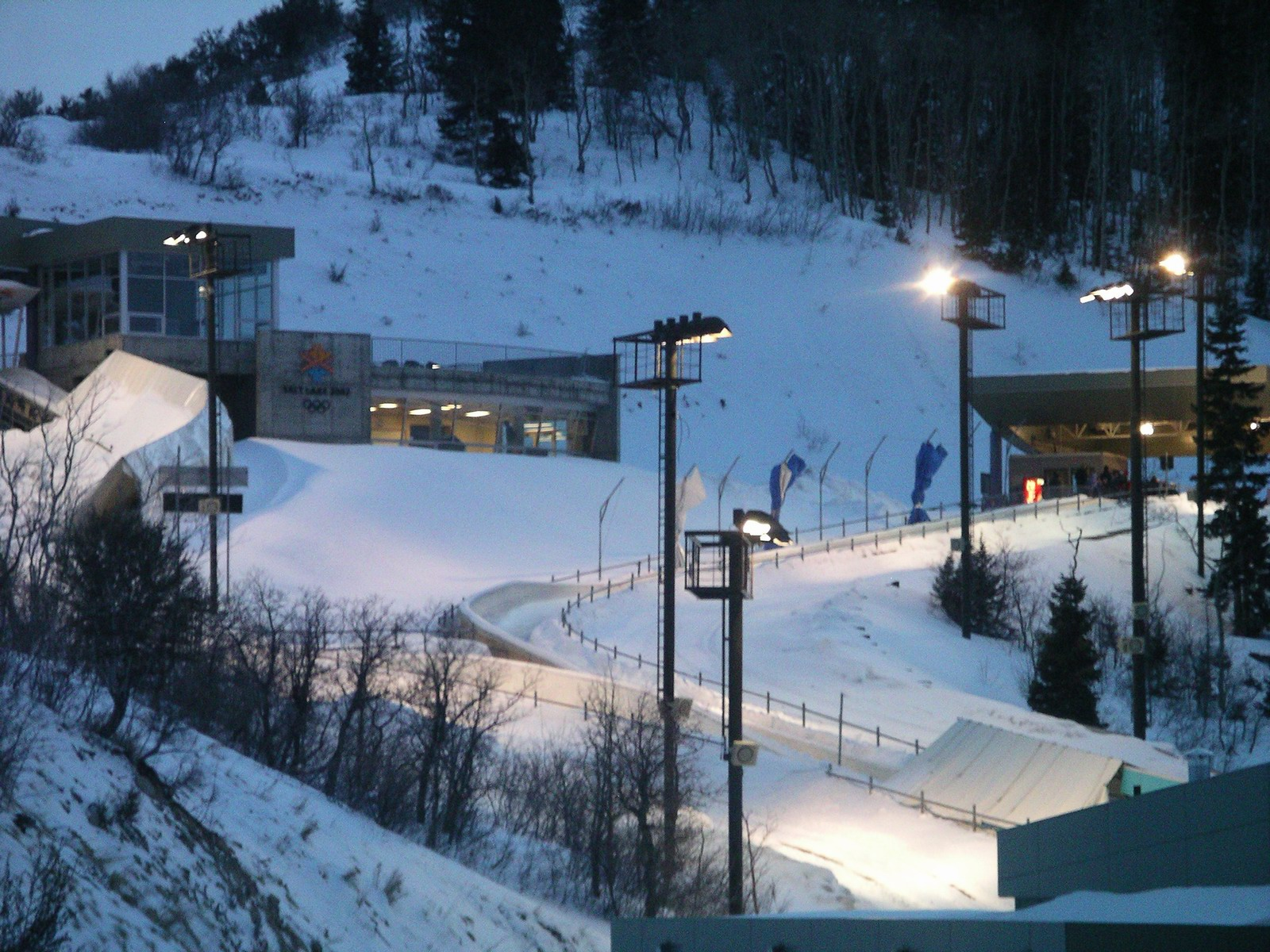
Piste de Park City.

Sur la piste des Jeux olympiques d'hiver de 2002 de Park City, le Letton Martins Dukurs remporte la première épreuve de la saison avec une demi-seconde d'avance sur le grand espoir allemand Sandro Stielicke (champion du monde junior) et le Britannique Kristan Bromley. Durant cette course, Tomass Dukurs, frère de Martins, a raté sa deuxième manche en raison de sa capuche qui s'échappe de son casque, le reléguant à une douzième place alors qu'il occupait la quatrième place en première manche. Chez les femmes, la première étape est remportée par l'Allemande Anja Huber devant deux Canadiennes Amy Gough et Mellisa Hollingsworth à l'issue d'une unique manche en raison de la chute de neige au moment de la seconde manche.

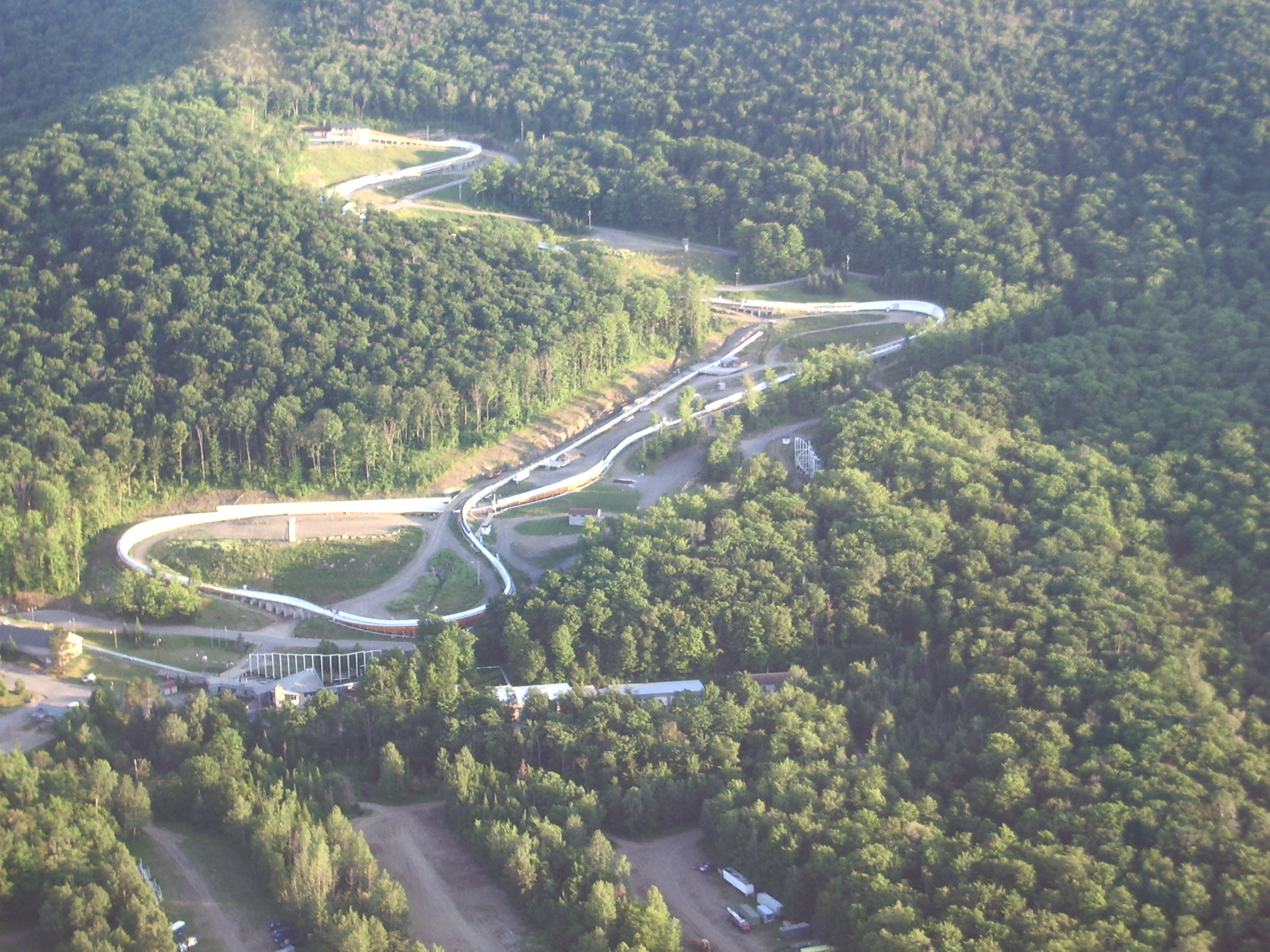
Piste de Lake Placid.

Lors de la seconde étape sur la piste de Lake Placid le 20 novembre 2009, c'est un doublé allemand dans l'épreuve masculine avec la victoire de Frank Rommel devant Stielicke et les Lettons Martins et Tomass Dukurs, Martins conserve la tête du classement général devant les deux Allemands. Le Suisse Gregor Stähli, huitième à Park City, se blesse au bras et ne termine pas l'épreuve. Chez les femmes, la victoire revient à la Canadienne Hollingsworth devant la Britannique Rudman et l'Allemande Marion Trott (championne du monde en titre et tenante du titre de la Coupe du monde 2009) qui monte sur le podium après une médiocre onzième place à Park City. Anja Huber, victorieuse à Park City, n'a pas participé à cette étape en raison d'une blessure à la cheville. Au général, Hollingsworth prend la tête devant Rudman et sa compatriote Gough.

## Classement général

### Hommes
| Pos. | Skeletoneur           | PAR | LAK | CES | WIN | ALT | KON | MOR | IGL | Points |
| ---- | --------------------- | --- | --- | --- | --- | --- | --- | --- | --- | ------ |
| 1    | Martins Dukurs        | 1   | 3   | 2   | 1   | 5   | 1   | 3   | 1   | 1694   |
| 2    | Frank Rommel          | 4   | 1   | 5   | 2   | 3   | 3   | 24  | 2   | 1466   |
| 3    | Sandro Stielicke      | 2   | 2   | 5   | 8   | 12  | 2   | 7   | 7   | 1438   |
| 4    | Tomass Dukurs         | 12  | 4   | 7   | 4   | 6   | 7   | 11  | 4   | 1352   |
| 5    | Jon Montgomery        | 9   | 12  | 1   | 12  | 7   | 6   | 5   | 5   | 1345   |
| 6    | Kristan Bromley       | 3   | 9   | 16  | 6   | 13  | 4   | 2   | 8   | 1306   |
| 7    | Michi Halilovic       | 9   | 6   | 13  | 5   | 1   | 5   | 17  | 6   | 1305   |
| 8    | Alexander Tretiakov   | 11  | 7   | 15  | 3   | 2   | 12  | 9   | 3   | 1298   |
| 9    | Eric Bernotas         | 6   | 5   | 9   | 7   | 14  | 13  | 1   | 13  | 1257   |
| 10   | Jeff Pain             | 7   | 13  | 3   | 9   | 4   | 8   | 18  | 11  | 1216   |
| 11   | Michael Douglas       | 15  | 17  | 4   | 22  | 11  | 11  | 4   | 10  | 1048   |
| 12   | Zach Lund             | 5   | 10  | 9   | 16  | 9   | 14  | 16  | 20  | 1004   |
| 13   | Ben Sandford          | 19  | 8   | 12  | 11  | 17  | 9   | 12  | 19  | 940    |
| 14   | Matthias Guggenberger | 21  | 19  | 18  | 17  | 8   | 10  | 8   | 9   | 920    |
| 15   | Sergey Chudinov       | 16  | 14  | 8   | 14  | 15  | 16  | 20  | 12  | 876    |
| 16   | Andy Wood             | 23  | 18  | 21  | 10  | 27  | 15  | 13  | 14  | 704    |
| 17   | Pascal Oswald         | 13  | 16  | 23  | 19  | 20  | -   | 6   | 18  | 664    |
| 18   | Kazuhiro Koshi        | 22  | 21  | 11  | 23  | 18  | 17  | 14  | 24  | 629    |
| 19   | Gregory Saint-Genies  | 18  | 15  | 20  | 27  | 16  | 20  | 10  | 26  | 628    |
| 20   | Adam Pengilly         | 24  | -   | 17  | 13  | 10  | -   | -   | 16  | 493    |

### Femmes
| Pos. | Skeletoneuse          | PAR | LAK | CES | WIN | ALT | KON | MOR | IGL | Points |
| ---- | --------------------- | --- | --- | --- | --- | --- | --- | --- | --- | ------ |
| 1    | Mellisa Hollingsworth | 3   | 1   | 3   | 2   | 6   | 1   | 2   | 3   | 1646   |
| 2    | Shelley Rudman        | 4   | 2   | 1   | 4   | 7   | 3   | 1   | 4   | 1604   |
| 3    | Kerstin Szymkowiak    | 10  | 7   | 4   | 1   | 1   | 2   | 3   | 2   | 1574   |
| 4    | Marion Trott          | 11  | 3   | 2   | 6   | 2   | 4   | 7   | 6   | 1468   |
| 5    | Noelle Pikus-Pace     | 13  | 5   | 6   | 8   | 9   | 6   | 8   | 5   | 1312   |
| 5    | Amy Williams          | 6   | 4   | 10  | 10  | 4   | 12  | 4   | 10  | 1312   |
| 7    | Katie Uhlaender       | 7   | 12  | 5   | 12  | 13  | 7   | 6   | 8   | 1232   |
| 8    | Maya Pedersen         | 9   | 16  | 9   | 9   | 5   | 11  | 9   | 12  | 1152   |
| 9    | Svetlana Trunova      | 15  | 15  | 12  | 3   | 15  | 8   | 16  | 7   | 1064   |
| 10   | Emma Lincoln-Smith    | 8   | 10  | 8   | 25  | 12  | 10  | 12  | 17  | 992    |
| 11   | Anja Huber            | 1   | -   | -   | 16  | 3   | 5   | -   | 1   | 930    |
| 12   | Tionette Stoddard     | 22  | 10  | 13  | 11  | 18  | 17  | 15  | 8   | 888    |
| 13   | Amy Gough             | 2   | 6   | 7   | 17  | 7   | -   | -   | -   | 810    |
| 14   | Michelle Kelly        | 5   | 7   | -   | 4   | 10  | 14  | -   | -   | 800    |
| 15   | Nozomi Komuro         | 20  | 14  | 17  | 18  | 21  | 16  | 11  | 15  | 746    |
| 16   | Donna Creighton       | 19  | 9   | 16  | 6   | 16  | -   | -   | 11  | 730    |
| 17   | Eiko Nakayama         | 14  | 21  | 15  | 14  | 23  | 19  | 14  | 21  | 688    |
| 18   | Rebecca Sorensen      | 18  | 13  | 20  | 13  | 19  | 20  | 19  | 20  | 672    |
| 19   | Elena Yudina          | -   | -   | 14  | 23  | 11  | 15  | 13  | 12  | 650    |
| 20   | Joska le Conte        | 24  | 23  | 22  | 19  | 20  | 18  | 18  | 19  | 527    |

## Calendrier

### Hommes
| Date             | Lieu          | Vainqueur       | Deuxième            | Troisième           |
| 12 novembre 2009 | Park City     | Martins Dukurs  | Sandro Stielicke    | Kristan Bromley     |
| 20 novembre 2009 | Lake Placid   | Frank Rommel    | Sandro Stielicke    | Martins Dukurs      |
| 4 décembre 2009  | Cesana Pariol | Jon Montgomery  | Martins Dukurs      | Jeff Pain           |
| 11 décembre 2009 | Winterberg    | Martins Dukurs  | Frank Rommel        | Alexander Tretiakov |
| 18 décembre 2009 | Altenberg     | Michi Halilovic | Alexander Tretiakov | Frank Rommel        |
| 8 janvier 2010   | Königssee     | Martins Dukurs  | Sandro Stielicke    | Frank Rommel        |
| 15 janvier 2010  | Saint-Moritz  | Eric Bernotas   | Kristan Bromley     | Martins Dukurs      |
| 23 janvier 2010  | Igls          | Martins Dukurs  | Frank Rommel        | Alexander Tretiakov |

### Femmes
| Date             | Lieu          | Vainqueur             | Deuxième              | Troisième             |
| 12 novembre 2009 | Park City     | Anja Huber            | Amy Gough             | Mellisa Hollingsworth |
| 20 novembre 2009 | Lake Placid   | Mellisa Hollingsworth | Shelley Rudman        | Marion Trott          |
| 4 décembre 2009  | Cesana Pariol | Shelley Rudman        | Marion Trott          | Mellisa Hollingsworth |
| 11 décembre 2009 | Winterberg    | Kerstin Szymkowiak    | Mellisa Hollingsworth | Svetlana Trunova      |
| 18 décembre 2009 | Altenberg     | Kerstin Szymkowiak    | Marion Trott          | Anja Huber            |
| 8 janvier 2010   | Königssee     | Mellisa Hollingsworth | Kerstin Szymkowiak    | Shelley Rudman        |
| 15 janvier 2010  | Saint-Moritz  | Shelley Rudman        | Mellisa Hollingsworth | Kerstin Szymkowiak    |
| 22 janvier 2010  | Igls          | Anja Huber            | Kerstin Szymkowiak    | Mellisa Hollingsworth |